# Avid Technology
Avid Technology, Inc. je americká firma specializovaná na vývoj technologií pro video a audio, zvláště na nelineární střih, archivní a distribuční služby. Byla založena v roce 1987 a v roce 1993 se stala veřejně obchodovatelnou firmou. Firma má sídlo v Burlingtonu v Massachusetts.
Produkty Avid jsou používány k vytváření televizních a video pořadů, filmů a reklam.